# Bruine boszanger
De bruine boszanger (Phylloscopus fuscatus) is een kleine zangvogel uit de familie van Phylloscopidae. De vogel werd in 1842 door de Britse vogelkundige Edward Blyth geldig beschreven. Deze boszanger leeft voornamelijk in laag struikgewas in delen van Oost-Azië.

## Kenmerken
De lichaamslengte bedraagt 10,5 tot 12 cm. De vogel lijkt op de tjiftjaf maar heeft rondere vleugels. De vogel is verder egaal grijsbruin, van onderen lichter. De bruine boszanger heeft net als Raddes boszanger een duidelijke witte wenkbrauwstreep, maar deze wordt naar het voorhoofd lichter. Ook is deze soort minder fors gebouwd dan Raddes boszanger.

## Verspreiding en leefgebied
De soort telt twee ondersoorten:
- P. f. fuscatus: van centraal en oostelijk Siberië tot noordoostelijk China en noordelijk Mongolië.
- P. f. robustus: het noordelijke deel van Centraal-China.

Deze soort broedt in moerassige taiga in de vochtige ondergroei met wilgen in de buurt van water. De vogel overwintert in Noord-India en Zuidoost-Azië en is een dwaalgast in West-Europa.

## Status
De bruine boszanger heeft een groot verspreidingsgebied en daardoor is de kans op de status kwetsbaar (voor uitsterven) gering. De grootte van de wereldpopulatie is niet gekwantificeerd. Men veronderstelt dat de soort in aantal stabiel is. Om deze redenen staat de soort als niet bedreigd op de Rode Lijst van de IUCN.

### Voorkomen in West-Europa
De bruine boszanger is dwaalgast in West-Europa en werd in 1913 voor het eerst waargenomen in het Verenigd Koninkrijk en sinds 1973 bijna jaarlijks in dat land. In België en Nederland wordt de vogel sinds de tweede helft van de jaren 1980 bijna jaarlijks waargenomen, vaak in de kuststreek en meestal tussen eind september en half november. Het aantal waarnemingen in die periode tot 2011 was rond de 75.